# Automotrice Corpet-Louvet État
L'autorail Corpet-Louvet est un type d'automotrice thermique à transmission électrique construite en France par Corpet-Louvet pour l'Administration des chemins de fer de l'État.
Deux exemplaires sont mis en service en 1937.

## Histoire
Au début des années 1930, l'augmentation de puissance des moteurs Diesel ferroviaires incite à remettre en cause le principe considéré jusque là comme incontournable qui veut que l'autorail soit fait pour être utilisé seul, pas pour remorquer. Corpet-Louvet construit ainsi, sous licence Frichs, puis livre à l'Administration des chemins de fer de l'État deux automotrices thermiques à transmission électrique, de forte puissance pour l'époque. Les deux engins sont numérotés ZZy 25001 et 25002. Le premier exemplaire est mis en service en janvier 1937.
En 1950, une seule unité, immatriculée XCL 1001, reste en service ; elle ne figure plus à l'inventaire en 1959.

## Caractéristiques
La caisse est compartimentée de manière symétrique. Une unique salle voyageurs, accessible par une plateforme à chacune de ses extrémités, est encadrée par deux locaux techniques de même longueur, eux-mêmes limités par les deux cabines de conduite. L'un des locaux techniques, dénommé salle des machines, abrite les moteurs Diesel et les génératrices ainsi que les toilettes tandis que l'autre est un fourgon à bagages dont une partie est occupée par la chaudière de chauffage, à double circuit de vapeur, qui fonctionne au gazole.

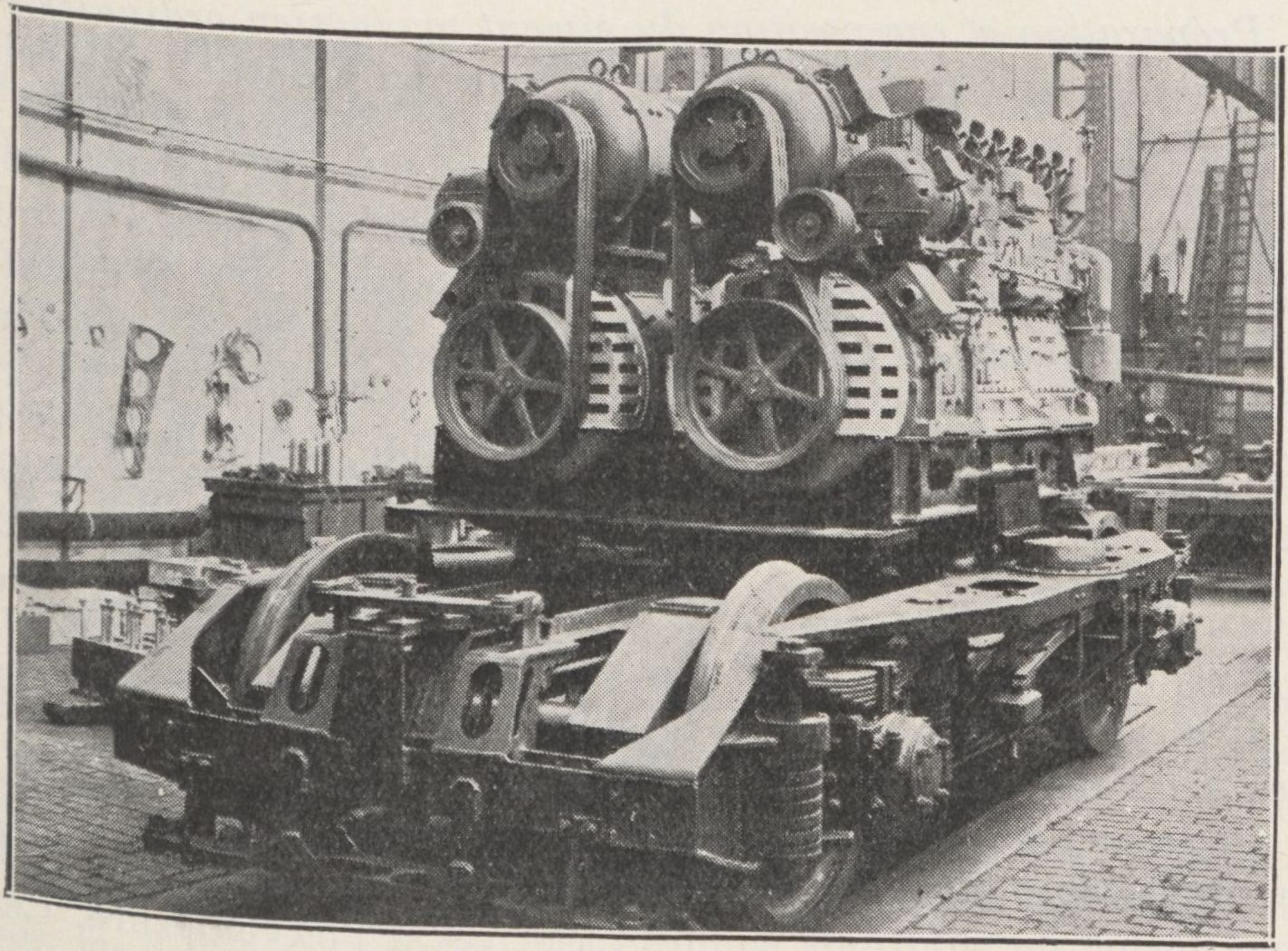
Bogie supportant les moteurs.

Le bogie situé au-dessous de la salle des machines supporte les deux groupes moteur-génératrice, fixés presque parallèlement sur son châssis ; les essieux sont porteurs. Ce sont les essieux du bogie opposé qui sont motorisés, à raison d'un moteur par essieu (configuration d'essieux 2'Bo').
La puissance continue de l'automotrice s'établit à 500 ch alors que celle des moteurs Diesel s'établit à 550 ch. Si la transmission électrique, comme celle conçue par André Hillairet et mise en œuvre sur ces engins, a un rendement inférieur à  un dispositif mécanique, elle est plus simple pour le conducteur et plus souple.
Le freinage à air comprimé est assuré par deux sabots sur chacune des huit roues.
Longue de 22,480 m hors tampons, large de 2,900 m, haute de 3,940 m et d'une masse à vide de 63 t, l'automotrice a une capacité de 60 places assises en classe unique, sur douze banquettes à cinq places de front (2 + 3). Chaque plateforme peut accueillir cinq passagers debout et le local à bagages vingt autres, mais il peut aussi prendre en charge 1,5 t de bagages.
Les engins, grâce à un attelage standard (vis et tampons) sont en mesure de tracter deux voitures à bogies du parc (masse de 43 t chacune) dont le chauffage est assuré par l'autorail. Dans ces conditions de charge, les convois peuvent soutenir la vitesse de 100 km/h en palier ou de 62 km/h en rampe de 8 ‰. La vitesse de l'automotrice seule est limitée à 120 km/h. Le style de l'automotrice est choisi pour s'harmoniser avec celui des voitures qu'elle remorque éventuellement.

## Services assurés
Elles assurent les liaisons omnibus au départ de cette ville vers Saint-Malo, La Brohinière et Quimper et sont affectées au dépôt de Rennes comme les autres engins effectuant les mêmes services. La mention de l'unique automotrice figurant à l'inventaire 1950 indique qu'elle dépend toujours, à cette date, de la région Ouest de la SNCF.